# برنالدا
برنالدا (بالإيطالية: Bernalda)‏ هي بلدية في مقاطعة ماتيرا في إقليم بازيليكاتا الإيطالي.

## السكان
في سنة 1861 بلغ عدد السكان 6٬097 نسمة، وتطور العدد ليصل في سنة 2011 لـ 12٬264 نسمة.
يظهر هذا المخطط البياني تطور النمو السكاني لـ برنالدا

## توأمة
لبرنالدا اتفاقيات توأمة مع كل من:
- لاكويلا
- سيينا
- ماسا ماريتيما
- ميرابيلا إكلانو
- فينوسا